# Sigma (podjetje)
Korporacija Sigma (japonsko 株式会社シグマ - Kabušiki-gaiša Šiguma) je japonsko podjetje, ki se ukvarja z izdelavo fotoaparatov, fotografskih objektivov, bliskavic in drugih pripomočkov za fotografiranje. Podjetje je bilo ustanovljeno leta 1961, leta 1968 se je preoblikovalo v delniško družbo. Celotna proizvodnja še vedno poteka v tovarni v kraju Bandai (Prefektura Fukušima, Japonska).
Kljub temu, da izdelujejo tudi lastne fotoaparate, je podjetje najbolj znano po objektivih in drugih pripomočkih, ki so združljivi z opremo drugih proizvajalcev - Canon, Nikon, Pentax, Konica Minolta, Sony, Olympus in Panasonic. Večinoma so izdelki Sigme cenejša alternativa primerljivim izdelkom teh proizvajalcev.